# L'Affaire de l'esclave Furcy (film)
Cet article concerne le film. Pour le livre, voir L'Affaire de l'esclave Furcy.
Pour plus de détails, voir Fiche technique et Distribution.
L'Affaire de l'esclave Furcy est un film historique français réalisé par Abd al Malik et dont la sortie est prévue pour le 14 janvier 2026. Il s'agit d'une libre adaptation de l'ouvrage du même nom de Mohammed Aïssaoui.

## Synopsis
En 1817, Furcy Madeleine, né homme libre, intente un procès à son maître afin de faire valoir son statut d'homme libre.

## Fiche technique
- Titre : L'Affaire de l'esclave Furcy
- Réalisateur : Abd al Malik
- Scénario : Étienne Comar d'après L'Affaire de l'esclave Furcy de Mohammed Aïssaoui
- Musique :
- Photographie : Guillaume Deffontaines
- Production : Étienne Comar, Eric Jehelmann, Philippe Rousselet
- Sociétés de production : Arches Films, Jerico Films ; coproduit par France 3, ProdLab
- Distribution : Memento Distribution
- Pays de production :  France
- Genre : drame historique et biographique, film de procès
- Durée : N/A
- Date de sortie : 
  - France : 14 janvier 2026[1] Date sujette à modification

## Distribution
- Makita Samba : Furcy Madeleine
- Romain Duris : le procureur général Boucher
- Vincent Macaigne : Lory
- Ana Girardot : Virginie
- Philippe Torreton : Aimé Bougevin
- Liya Kebede
- Frédéric Pierrot
- André Marcon
- Micha Lescot
- Moussa Mansaly : Brabant

## Production
Le 10 mai 2021, à l’occasion de la Journée nationale des mémoires de la traite et de l'esclavage et de leurs abolitions et du vingtième anniversaire de la Loi Taubira, Abd al Malik annonce le sujet de son deuxième long-métrage : l'histoire de l'esclave Furcy Madeleine. C'est une adaptation libre du livre L'Affaire de l'esclave Furcy de Mohammed Aïssaoui, (lauréat du Prix Renaudot 2010 ).
Le tournage a lieu du 6 au 28 mars 2024 à La Réunion et en métropole.